# Слоп
Слоп (також ШІ-слоп, ШІ-помиї; від англ. AI slop, дослівно «помиї» або «відходи») — низькоякісний медіаконтент, зокрема текст та зображення, створений генеративним штучним інтелектом. Термін був створений орієнтовно у 2022 році, на фоні зростання популярності сервісів генеративного ШІ, та має негативну конотацію за аналогією до терміну «спам».

## Походження терміну
У 2022 році відбулося поширення великих мовних моделей та ШІ-сервісів із генерування зображень із текстового запиту. Вони уможливили швидке та масове створення текстів і зображень низької якості, що у свою чергу спричинило пошук відповідного терміну для позначення цього феномену.
Перші використання терміну «слоп» для позначення низькосортного ШІ-матеріалу відбулося орієнтовно у 2022 році на онлайн-платформах на кшталт 4chan, Hacker News та коментарях YouTube. Широкого вжитку і популярності в англомовному медіапросторі цей термін набув у 2024 році.
В україномовному інформаційному просторі термін був запозичений у транслітерації з англійської мови. Рідше також використовується дослівний переклад «ШІ-помиї».

## Ознаки та особливості
ШІ-слоп є найбільш поширеним у соціальних мережах та видачі пошукових систем, однак також може зустрічатися в інших просторах: веб-сайтах, книжках, телевізійній рекламі тощо.
Ключовими особливостями слопу є низька якість та відсутність оригінальності, часто також некоректність інформації. Зображення, згенеровані штучним інтелектом, зазвичай мають характерний стиль, якому притаманна зокрема низька реалістичність.
Слоп часто створюється з метою економії ресурсів чи монетизації, як-то монетизації трафіку веб-сайтів з допомогою оптимізації для пошукових систем (SEO).
Поширення ШІ-слопу широко критикується експертами. Серед можливих ризиків називається гомогенізація інформації, погіршення користувацького досвіду при використання пошукових систем та соціальних мереж, а також засмічення некоректною інформацією ширшого інформаційного простору, наприклад довідкових джерел як-то Вікіпедія.
У американському політичному контексті використання ШІ-слопу частіше асоціюється із правицею — представниками та прихильниками Республіканської партії.